# Arte colonial hispanoamericano

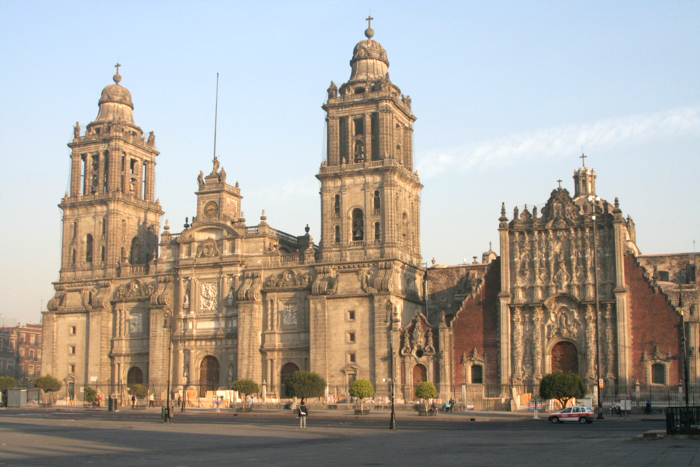
Catedral Metropolitana de la Ciudad de México.

El arte colonial hispanoamericano o arte virreinal americano es el desarrollado en las colonias españolas en América, desde su descubrimiento por Cristóbal Colón en 1492 hasta la independencia de los diversos países americanos a lo largo del siglo XIX (los últimos Cuba y Puerto Rico en 1898). Los españoles llevaron al nuevo continente su idioma, cultura, religión y costumbres, los cuales impusieron a la población indígena, que anteriormente había desarrollado grandes civilizaciones como la maya, la azteca y la inca. Así, el arte colonial será fiel reflejo del arte efectuado en la metrópoli, suponiendo el final de las representaciones artísticas autóctonas, el arte precolombino. Vemos por tanto en el arte colonial los mismos estilos artísticos que se desarrollan paralelamente en el continente europeo, principalmente el Renacimiento, el Barroco y el Rococó.
La llegada de los conquistadores supuso una gran revolución sobre todo en el terreno de la arquitectura, con la traslación de las diversas tipologías de edificios propios de la cultura europea: principalmente iglesias y catedrales, dado el rápido desarrollo de la labor de evangelización de los pueblos nativos americanos, pero también edificios civiles como ayuntamientos, hospitales, universidades, palacios y villas particulares. En el terreno religioso, se dio a menudo la circunstancia de que muchas iglesias fueron construidas sobre antiguos templos indígenas. Aun así, frecuentemente se produjo una síntesis entre los estilos colonizadores y las antiguas manifestaciones precolombinas, generando una simbiosis que dio un aspecto muy particular y característico a las originales tipologías europeas. Así, observamos cómo las principales muestras de arte colonial se produjeron en los dos centros geográficos de más relevancia en la era precolombina: México y Perú. En pintura y escultura, en las primeras fases de la colonización fue frecuente la importación de obras de arte europeas, principalmente españolas, italianas y flamencas, pero enseguida comenzó la producción propia, inspirada en inicio en modelos europeos, pero incorporando nuevamente signos distintivos de la cultura precolombina.

## Renacimiento

### Arquitectura

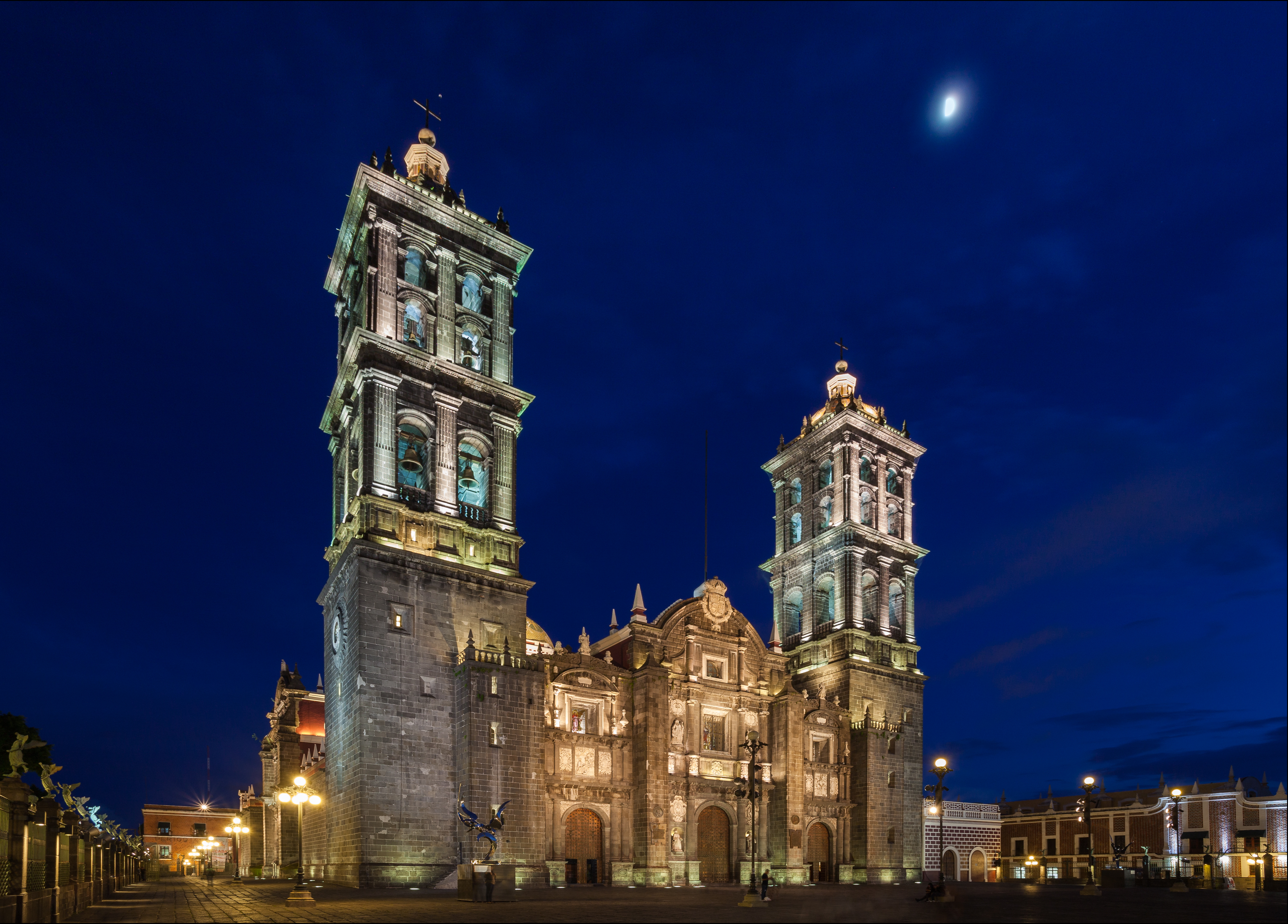
Catedral de Puebla.

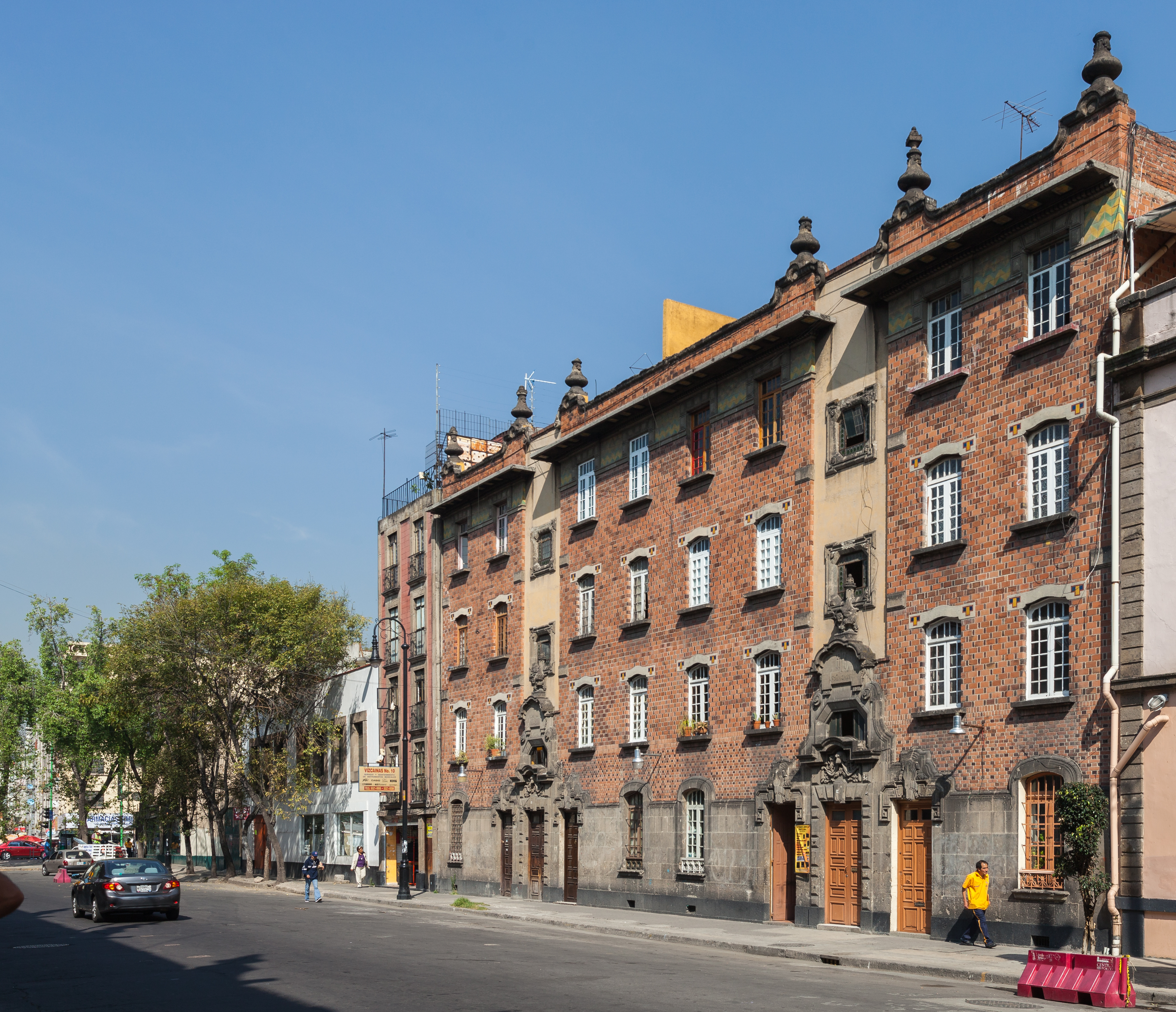
Casa de la época virreinal en México D.F.

Las primeras muestras de arquitectura colonial en América tuvieron, al igual que en la metrópoli, cierta pervivencia de rasgos góticos, si bien pronto empezaron a llegar las nuevas corrientes que se producían en España, como el purismo y el plateresco (Catedral de Santo Domingo). Al iniciarse la colonización, la arquitectura que se desarrolló principalmente fue de signo religioso: por Real cédula, el primer edificio que se debía construir en cualquier nueva ciudad debía ser una iglesia. Durante la primera mitad del siglo XVI fueron las órdenes religiosas las encargadas de la edificación de numerosas iglesias en México, preferentemente un tipo de iglesias fortificadas, en un conjunto almenado con iglesia, convento, un atrio y una capilla abierta —llamadas “capillas de indios”—, como el Convento de Tepeaca, el de Huejotzingo y el de San Gabriel en Cholula. Las diversas órdenes religiosas rivalizaron en cuanto a dimensiones y decoración de sus construcciones: los agustinos, dominicos y franciscanos fueron los que realizaron edificios más monumentales y ornamentados, como los conventos de Acolman, Actopan y Yuriria.
A mediados de siglo se empezaron a construir las primeras grandes catedrales, como las de México, Puebla y Guadalajara. Se sigue por lo general la planta rectangular con testero plano, tomando como modelos la catedral de Sevilla, la de Jaén y la de Valladolid. La principal muestra, la catedral de Ciudad de México, se construyó sobre un templo azteca, a lo largo de 250 años (1563-1813), con una sucesión de estilos desde el renacentista hasta el neoclasicista. El proyecto fue del burgalés Claudio Arciniega, en estilo herreriano. En Perú, en 1582 se inició la Catedral del Cuzco y, en 1592, la de Lima, ambas obras del extremeño Francisco Becerra. En Argentina destaca la Catedral de Córdoba, obra del jesuita Andrés Blanqui. En ciertas zonas de Sudamérica central se recibió la influencia mudéjar, principalmente en los artesonados decorados con mocárabes, como en San Francisco de Quito. Esta última iglesia destaca asimismo por su fachada de estilo manierista italiano, con una escalinata de inspiración bramantina y serliana.
En cuanto a arquitectura civil, las nuevas ciudades construidas por los colonizadores españoles siguieron planimetrías inspiradas en el clásico modelo reticulado, trazadas según las ordenanzas reales, que estipulaban la forma y extensión de la plaza mayor, el ancho y orientación de las vías públicas y la distribución de las manzanas de casas, dispuestas en forma de damero. La primera ciudad planificada según este sistema fue Santo Domingo.

### Pintura
Las primeras muestras de pintura colonial fueron las de escenas religiosas elaboradas por maestros anónimos, realizadas con medios precolombinos, con tintas vegetales y minerales y telas de trama áspera e irregular. Destacaron las imágenes de la Virgen con el Niño, con una iconografía de raíces autóctonas donde, por ejemplo, se representaban los arcángeles como arcabuceros contemporáneos. La producción artística hecha en Nueva España por indígenas en el siglo XVI es denominada arte indocristiano. Adentrado el siglo XVI surgieron los grandes frescos murales, de carácter popular. Desde mediados de siglo empezaron a llegar, procedentes de Sevilla, maestros españoles (Alonso Vázquez, Alonso López de Herrera), flamencos (Simon Pereyns) e italianos (Mateo Pérez de Alesio, Angelino Medoro).

### Escultura

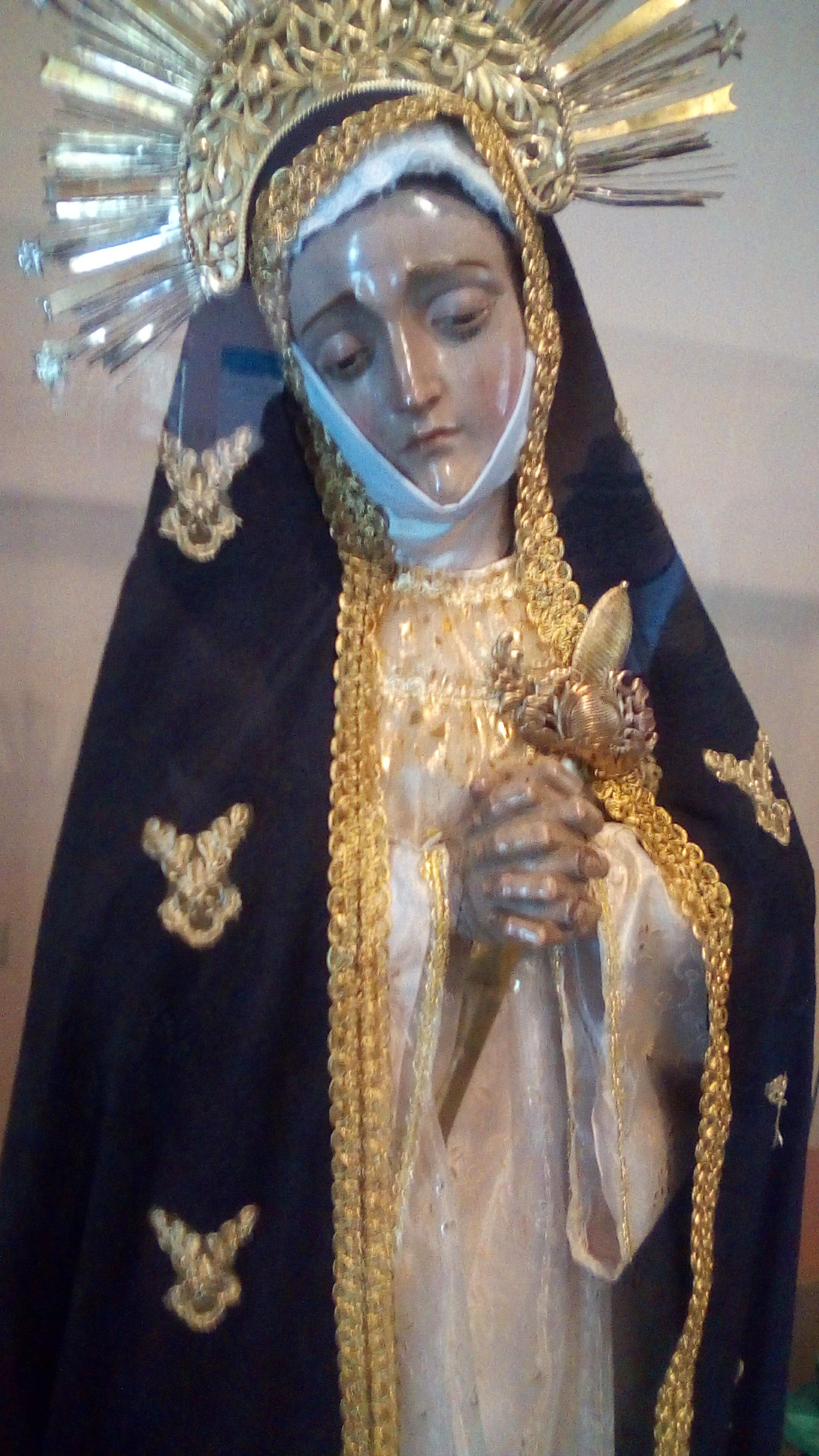
Estatua de la Virgen de la Soledad tallada en madera que data del, Museo de Arqueología de Comayagua

Las primeras muestras fueron nuevamente en el terreno religioso, en tallas exentas y retablos para iglesias, confeccionadas generalmente en madera recubierta con yeso y decorada con encarnación —aplique directo del color— o estofado —sobre un fondo de plata y oro—, y la piedra en la decoración y construcción de las portadas de iglesias y palacios. Junto a la importación de obras de los talleres peninsulares, fundamentalmente de los sevillanos, empezaron a establecerse en las distintas ciudades que se fueron creando, escultores que implantaron el sistema de talleres y gremios existentes en España. La labor de las órdenes religiosas creando las primeras escuelas de artes y oficios, introdujo en las tareas artísticas a los artesanos indígenas. Con ello se inició un mestizaje entre los estilos provenientes de Europa y las tradiciones precolombinas. A principios del siglo XVII nacieron las primeras escuelas locales, como la quiteña, la cuzqueña y la chilota, destacando la labor patrocinadora de la orden jesuita.

## Barroco

### Arquitectura
La arquitectura barroca colonial se caracteriza por una profusa decoración (Portada de La Profesa, México; fachadas revestidas de azulejos del estilo de Puebla, como en el Templo de San Francisco Acatepec y el Templo conventual de San Francisco), que resultará exacerbada en el llamado “ultrabarroco” (Fachada del Sagrario de la Catedral de México, de Lorenzo Rodríguez; Iglesia de Tepotzotlán; Templo de Santa Prisca de Taxco). En Ciudad de México, la arquitectura civil alcanzó cotas de gran lujo y ostentación, con la construcción de grandes palacios de los ricos magnates del negocio minero (Palacio del Conde San Mateo de Valparaíso, actual Banco Nacional; Palacio del Marqués de Jaral del Barrio; Palacio del Conde de Santiago Calimaya, actual Museo de la Ciudad de México).
En Perú, las construcciones desarrolladas en Lima y Cuzco desde 1650 muestran unas características originales que se adelantan incluso al barroco europeo, como en el uso de muros almohadillados y de columnas salomónicas (Iglesia de la Compañía, Cuzco; San Francisco, Lima). En el siglo XVIII la arquitectura se orientó a un estilo más exuberante, otorgando un aspecto inconfundible al barroco limeño (Palacio del Marqués de Torre-Tagle, actual Ministerio de Asuntos Exteriores). La Iglesia de San Agustín de Lima (1720) destaca por su fachada, concebida como un gran retablo. Otras obras de relevancia son las iglesias de la Compañía de Arequipa (1698) y Quito (1722-1765).

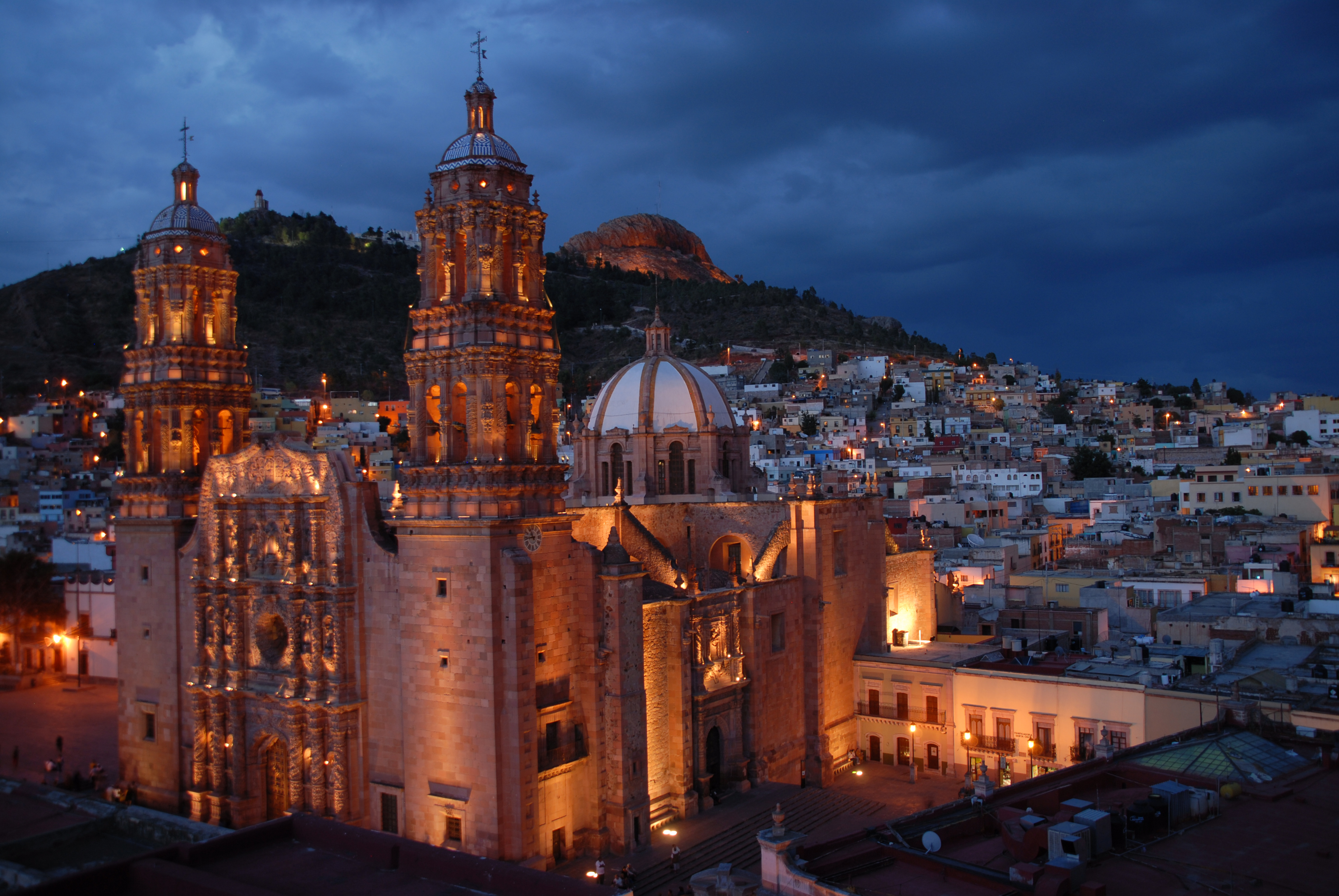
Catedral de Zacatecas, México
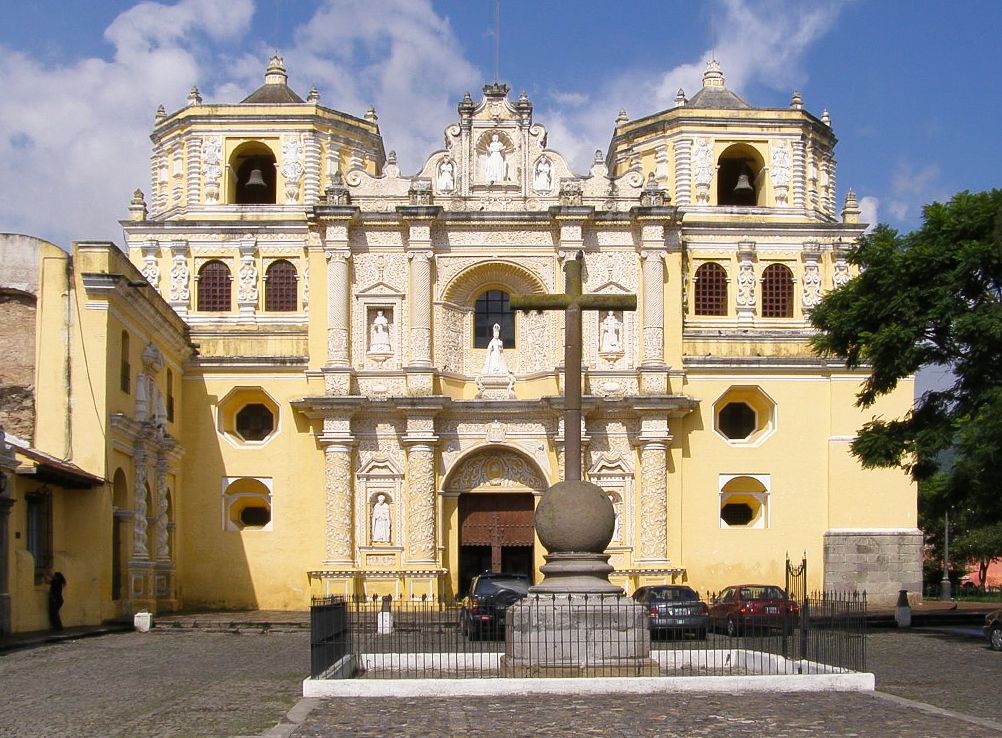
Iglesia de la Merced, Antigua Guatemala
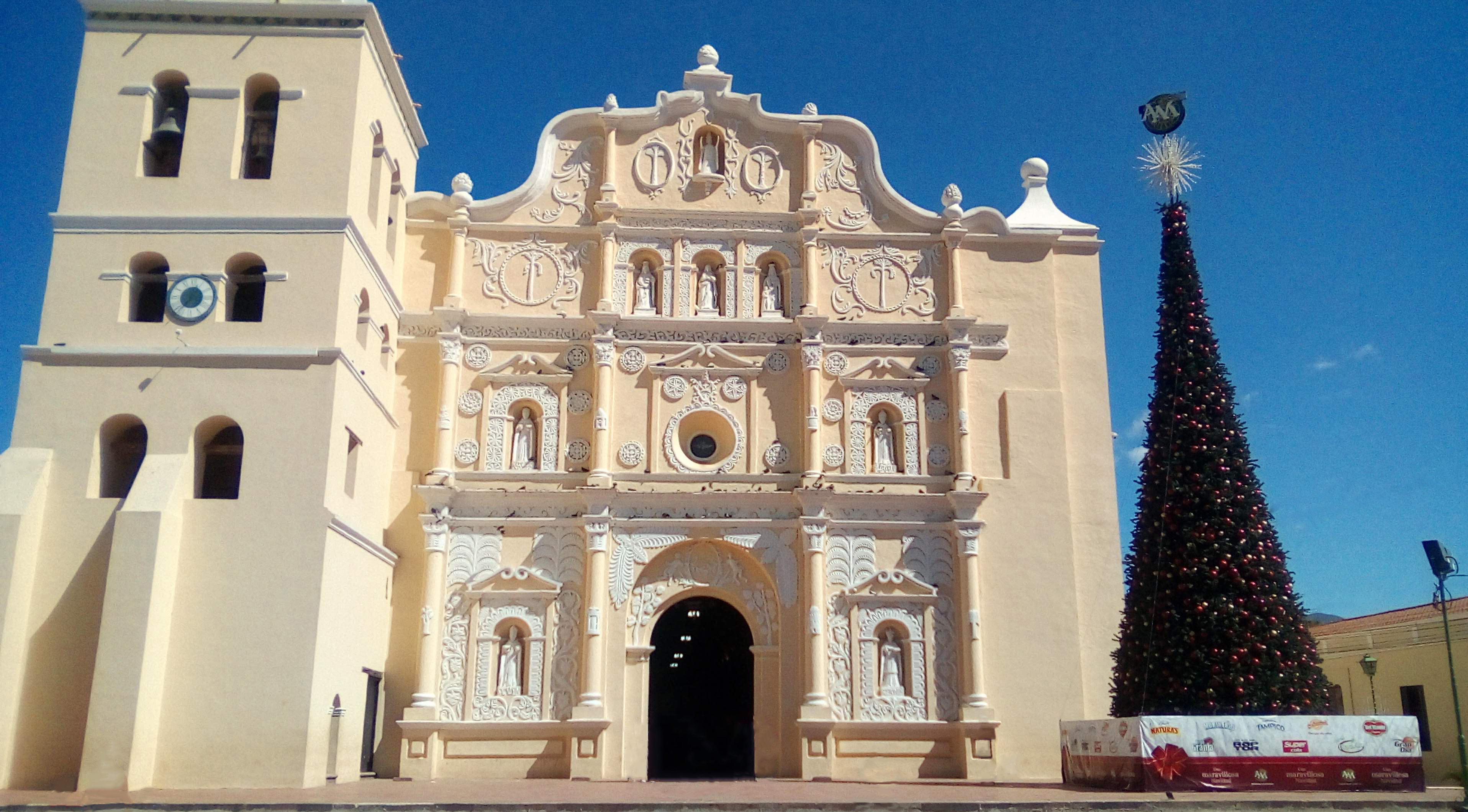
Catedral de la Inmaculada Concepción de Comayagua, Honduras
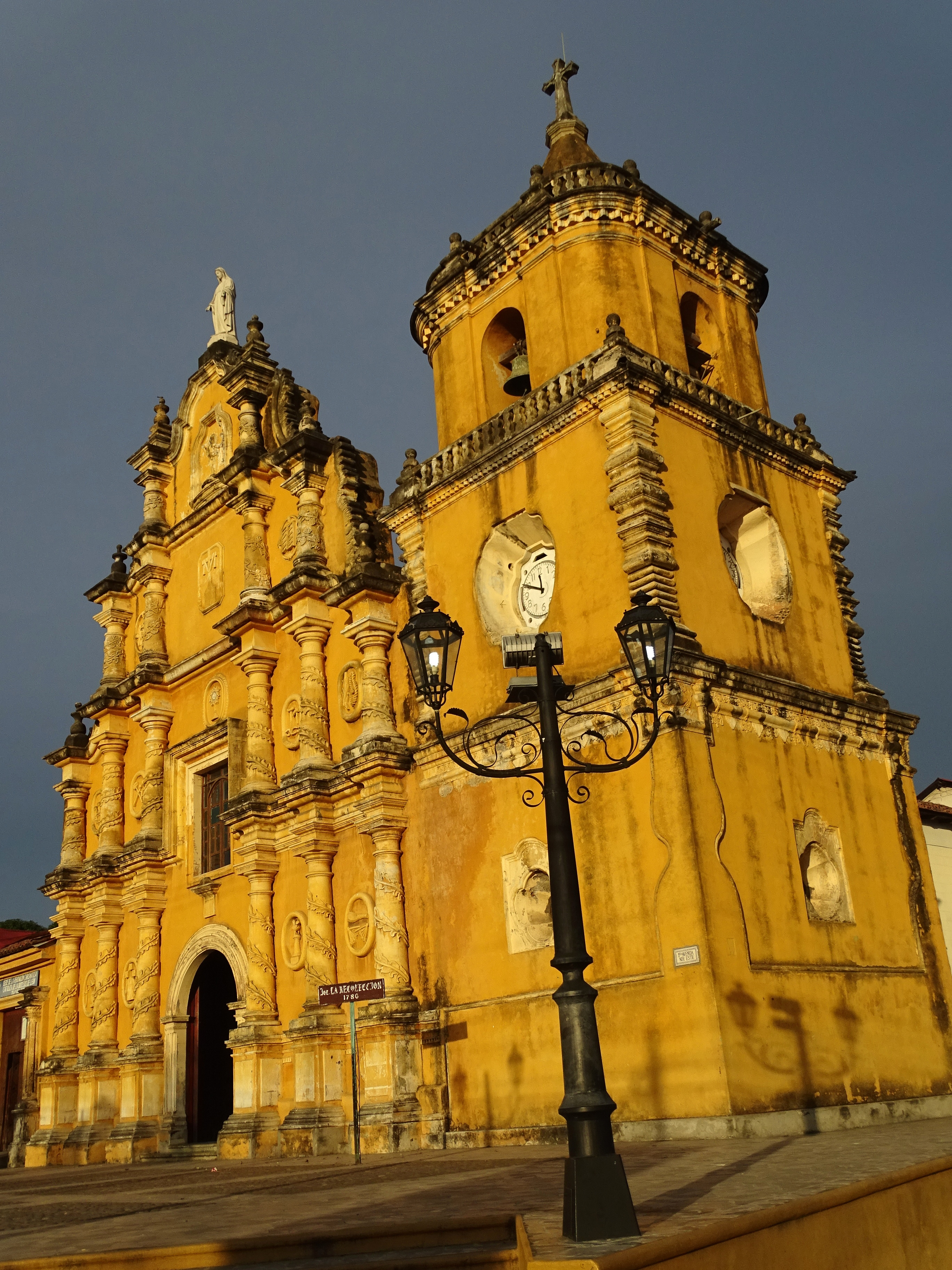
Iglesia de la Recolección de León, Nicaragua
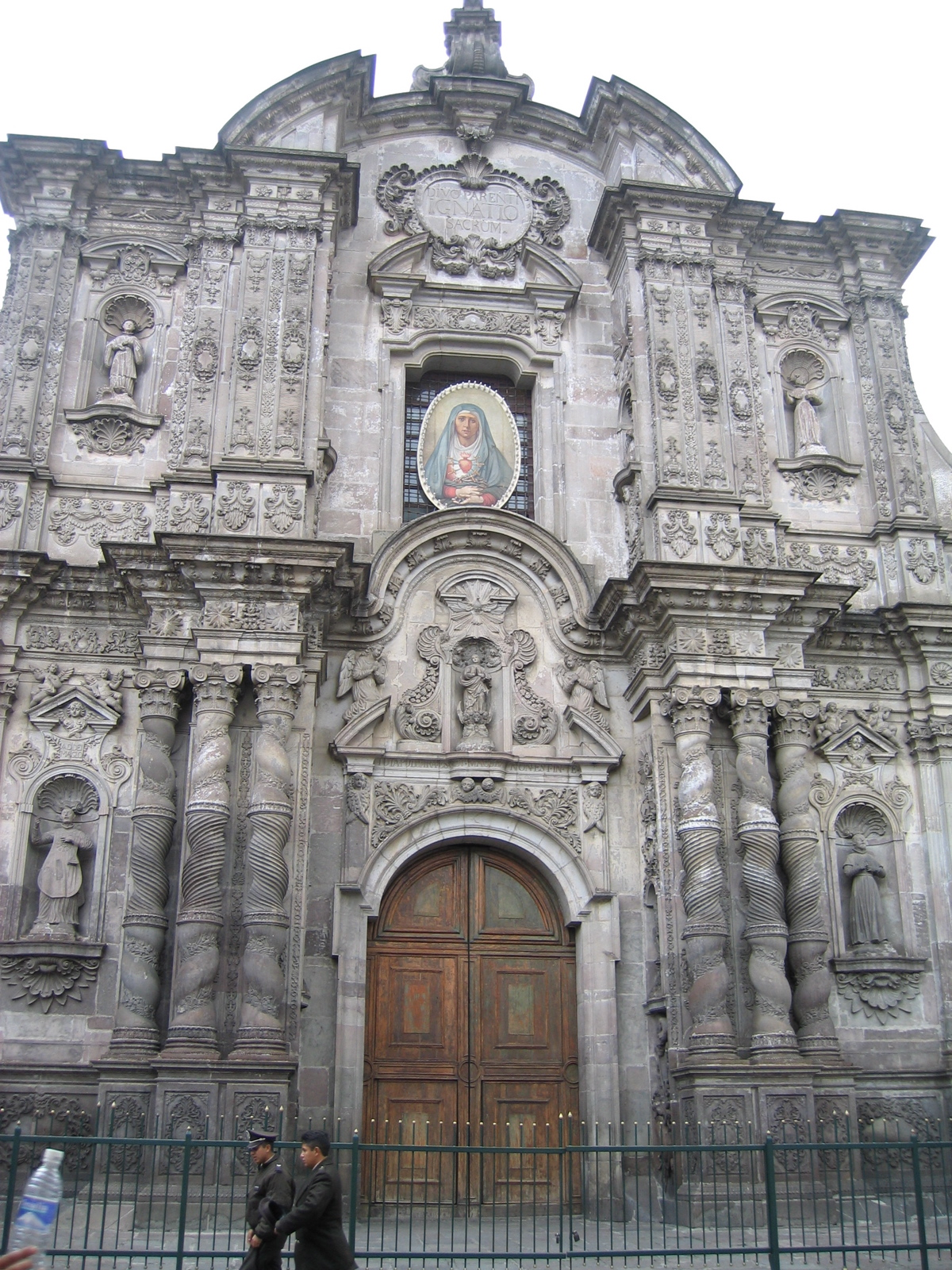
Iglesia de la Compañía en Quito
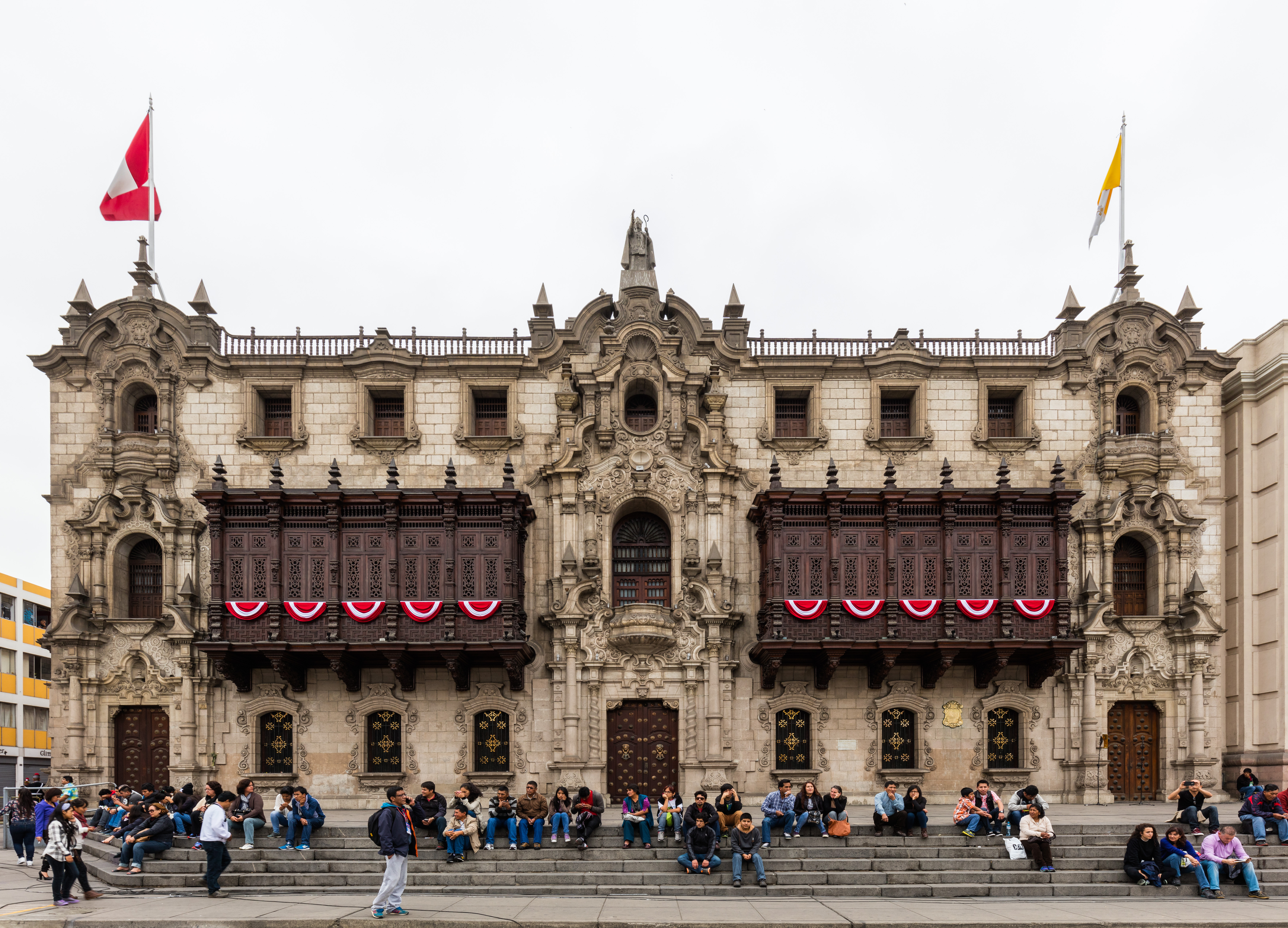
Palacio Arzobispal de Lima, Perú
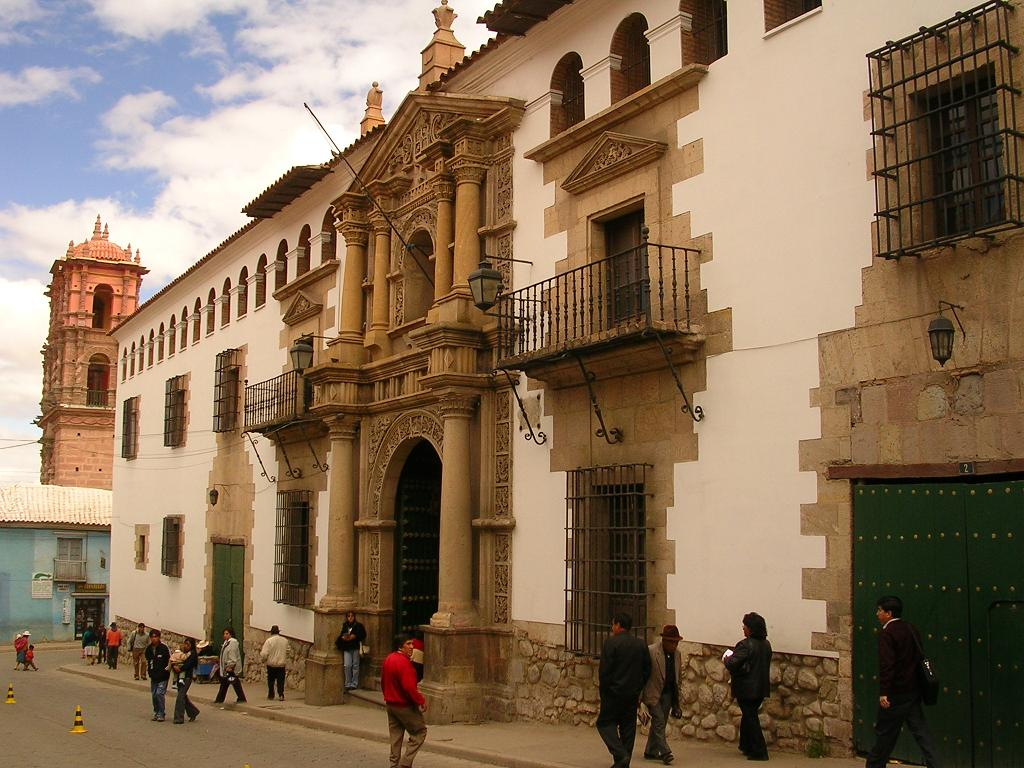
Casa de la Moneda, Potosí, Bolivia

### Pintura

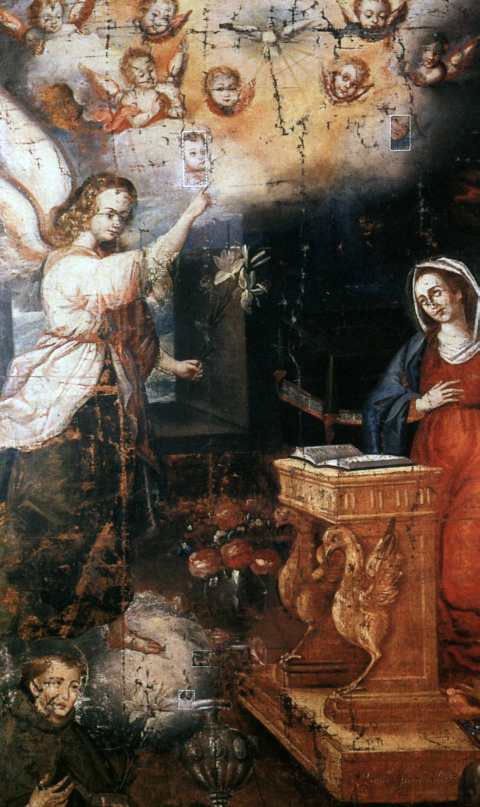
La anunciación de la Virgen, de Luis de Riaño (1632).

Las primeras influencias fueron del tenebrismo sevillano, principalmente de Zurbarán —algunas de cuyas obras aún se conservan en México y Perú—, como se puede apreciar en la obra de los mexicanos José Juárez y Sebastián López de Arteaga, y del boliviano Melchor Pérez de Holguín. En Cuzco, esta influencia sevillana fue interpretada de modo particular, con abundante uso de oro y una aplicación de estilo indígena en los detalles, si bien inspirándose por lo general en estampas flamencas. La Escuela cuzqueña de pintura surgió a raíz de la llegada del pintor italiano Bernardo Bitti en 1583, que introdujo el manierismo en América. Destacó la obra de Luis de Riaño, discípulo del italiano Angelino Medoro, autor de los murales del templo de Andahuaylillas. También destacaron los pintores indios Diego Quispe Tito y Basilio Santa Cruz Puma Callao, así como Marcos Zapata, autor de los cincuenta lienzos de gran tamaño que cubren los arcos altos de la Catedral de Cuzco.
En el siglo XVIII los retablos escultóricos empezaron a ser sustituidos por cuadros, desarrollándose notablemente la pintura barroca en América. Igualmente, creció la demanda de obras de tipo civil, principalmente retratos de las clases aristocráticas y de la jerarquía eclesiástica. La principal influencia será la de Murillo, y en algún caso —como en Cristóbal de Villalpando— la de Valdés Leal. La pintura de esta época tiene un tono más sentimental, con formas más dulces y blandas. Destacan Gregorio Vázquez de Arce en Colombia, y Juan Rodríguez Juárez y Miguel Cabrera en México.

### Escultura
En el siglo XVII en el Virreinato de Perú destacaron tres centros en la producción escultórica. En Lima se impuso la influencia montañesina con escultores como Martín Alonso de Mesa o el catalán Pedro de Noguera, inicialmente de estilo manierista, evolucionando hacia el barroco en obras como la sillería de la Catedral de Lima; el vallisoletano Gomes Hernández Galván, autor de las Tablas de la Catedral; Juan Bautista Vásquez, autor de una escultura de la Virgen conocida como La Rectora, actualmente en el Instituto Riva-Agüero; y Diego Rodrigues, autor de la imagen de la Virgen de Copacabana en el Santuario homónimo del Distrito del Rímac de Lima.
Los otros dos centros de importancia fueron el cuzqueño que desarrolló un tipo de imagen de vestir de fuerte aceptación popular, y el quiteño. Fue en este último donde a finales de siglo surgieron dos de los escultores más importantes de la época: Manuel Chili Caspicara y Bernardo Legarda.
La construcción de sillerías de coro y de retablos produjo las obras más valiosas del periodo. La riqueza decorativa característica del barroco incorporó el repertorio de motivos indígenas así como una extraordinaria profusión de detalles y una exuberancia ornamental que produjo retablos que son considerados como unas de las obras más representativas del arte iberoamericano.
En el Virreinato de Nueva España descolló la escuela guatemalteca de imaginería pero al igual que en el Virreinato del Perú fue en la retablística, sobre todo en México, donde se realizaron las obras más destacadas.